# Scutia
Scutia é um género botânico pertencente à família Rhamnaceae.

## Espécies
- Scutia myrtina
- Scutia buxifolia
- Scutia colombiana
- Scutia spicata
- Scutia arenicola [1].